# Stara Pazova (općina)
Općina Stara Pazova nalazi se u sjeveroistočnom dijelu Srijema, između dva najveća grada u republici Srbiji; od Beograda je udaljena 30 km a od Novog Sada 40 km. Sve važne autoceste prolaze kroz općinu: autocesta Beograd-Zagreb, autocesta Beograd-Novi Sad, regionalni putevi M22, P106 i P121. Kroz općinu također prolazi pruga Budimpešta-Novi Sad-Beograd-Niš.
Međunarodna zračna luka u Surčinu je udaljena 25 km od centra općine. Sjeverna granica općine je omeđena Dunavom koji znatno doprinosi transportnim mogućnostima koje postoje u ovom području.
Pogodan geografski položaj, raskrižje glavnih putova, blizina Beograda i Novog Sada, omogućili su povoljan razvoj ekonomskog i društvenog sjedišta ovog dijela Srijema.
U 18. i 19. stoljeću ovo područje naseljavaju Srbi, a naročito Slovaci.
Općina Stara Pazova ima jednu od najdužih tradicija kada je u pitanju razvoj malih i srednjih poduzeća u cijeloj Vojvodini. Danas ovdje ima oko 500 malih i srednjih poduzeća i oko 2.600 zanatskih radnji od kojih se većina nalazi u Staroj i Novoj Pazovi. Razvija se i industrija: drvno-industrijski kombinat, tvornica metalnih proizvoda i strojarska tvornica, ciglana i dr.
Poljoprivreda je također važna u lokalnom gospodarstvu. Ima oko 30.000 hektara obradive zemlje, od čega je 22.000 hektara u privatnom vlasništvu.

## Naseljena mjesta
Urbana
- Stara Pazova
- Nova Pazova
- Novi Banovci

Ruralna
- Belegiš
- Vojka
- Golubinci
- Krnješevci
- Stari Banovci
- Surduk

## Stanovništvo
Nacionalni sastav općine Stara Pazova (prema popisu iz 2002. godine):
- Srbi (81,16%)
- Slovaci (8,86%)
- Hrvati (2,38%)
- Romi (1,6%)
- Jugoslaveni (1,11%)

Sva naselja u općini imaju većinsko srpsko stanovništvo.